# El Hadjar
El Hadjar (em árabe: الحجار) é uma comuna localizada na província de Annaba, no extremo leste da Argélia. Em 2008, sua população era de 37 364 habitantes.